# Lavinia Miloșovici
Lavinia Corina Miloşovici, em sérvio: Лавинија Милошевић, (Lugoj, 21 de outubro de 1976) é uma ex-ginasta romena de origem sérvia que competiu em provas de ginástica artística.
Lavinia fez parte da equipe romena que disputou os Jogos Olímpicos de Barcelona, em 1992; e os Jogos Olímpicos de Atlanta, em 1996. Dentre seus maiores arquivamentos estão seis medalhas olímpicas; sendo duas de ouro. Em Mundiais, são doze medalhas; cinco ouros.
Milosovici foi a última ginasta a receber a nota 10,0 em Olimpíadas, e a última a receber 9,95 em um Campeonato Mundial.

## Carreira
Lavinia Miloşovici nasceu em Lugoj. Sua mãe, Ildiko, foi uma jogadora de voleibol, enquanto seu pai, Tănase, foi lutador da equipe nacional. Iniciou na ginástica aos seis anos de idade, mudando-se para o Centro de Treinamento Nacional (Deva); aos dez, começando a destacar no desporto. Sua carreira quase foi interrompida, quando contraiu escarlatina; e quando Deva foi fechada por consequência da Revolução Romena de 1989. No entanto continuou a treinar, e em 1990 representou a Romênia em competições internacionais como a Copa América e o Campeonato Europeu Júnior. No evento, foi ouro no salto e no solo.
Com seus êxitos, Lavinia destacou-se como a maior estrela da ginástica romena, após Nadia Comaneci e Daniela Silivas, ambas ginastas admiradas por Lavinia. Em 1991, fez sua estreia em eventos internacionais de grande porte; disputando o Campeonato Mundial de Indianápolis. Nele, conquistou a medalha de ouro no salto, a prata na prova coletiva, e o bronze nos exercícios sobre a trave. No ano posterior, no Mundial de Paris, conquistou o título mundial nas barras assimétricas. Em sua primeira aparição olímpica, nos Jogos Olímpicos de Barcelona, a ginasta conquistou um total de quatro medalhas; sendo bronze no concurso geral, prata por equipes e ouro no solo, pontuada com a nota 10, sendo a última ginasta a realizar tal feito.
Em 1993, participou do Campeonato Mundial de Birmingham, conquistando o ouro na trave e a prata no salto. No ano posterior, competindo no Europeu de Estocolmo, fora medalhista de ouro no salto, prata no solo e bronze na trave. Ainda em 1994, no Mundial de Dortmund, venceu a prova coletiva, ao superar a equipe americana e russa, prata e bronze, respectivamente. Na finais por aparelhos, foi prata no individual geral e solo, e bronze no salto. Ao final da Copa Chunichi, Lavinia sofreu uma lesão que prejudicou sua participação no Mundial de Sabae; conquistando o ouro por equipes e o bronze no concurso geral.
No ano posterior, no Mundial de San Juan,- que só contou com provas individuais por aparelhos -, terminou com a medalha de bronze nos exercícios de solo. No evento seguinte, deu-se o Europeu de Birmingham. Nele, conquistou a medalha de ouro no solo e o bronze no individual geral. No mesmo ano, a ginasta sofreu uma lesão em seu tornozelo semanas antes dos Jogos Olímpicos de Atlanta. No evento, a equipe romena formada por Simona Amanar, Ionela Loaieş, Mirela Ţugurlan, Gina Gogean e Alexandra Marinescu, conquistou a medalha de bronze na prova coletiva; a equipe americana conquistou o ouro e a russa, a prata. Individualmente, conquistou a segunda medalha de bronze na prova geral.
No início de 1997, Lavinia anunciou oficialmente sua aposentadoria do desporto, casando-se com o policial Cosmin Vânatu em 1999. Em 2004, nasceu sua filha: Denisa Florentina, que morreu quatro anos depois. Em 2002, juntamente com suas ex-colegas de equipe: Corina Ungureanu e Claudia Presecan, colocaram fotos nuas em DVDs japoneses, posando com o uniforme da equipe romena. Imediatamente, a Federação Romena de Ginástica, proibiu durante cinco anos o acompanhamento e avaliação das ex-ginastas em território romeno.

## Principais Resultados
| Ano  | Evento                                    | AA                | Equipe            | Salto sobre o cavalo | Trave             | Barras assimétricas | Solo              |
| ---- | ----------------------------------------- | ----------------- | ----------------- | -------------------- | ----------------- | ------------------- | ----------------- |
| 1990 | Copa América                              | 5º                |                   |                      |                   |                     |                   |
| 1991 | Campeonato Europeu (júnior)               | 6º                |                   | Medalha de ouro      | Medalha de prata  |                     | Medalha de ouro   |
| 1991 | Campeonato Mundial de Ginástica Artística | Medalha de bronze | Medalha de ouro   | Medalha de bronze    |                   |                     |                   |
| 1992 | Campeonato Mundial de Ginástica Artística |                   |                   |                      | Medalha de ouro   |                     |                   |
| 1992 | Jogos Olímpicos                           | Medalha de bronze | Medalha de prata  | Medalha de ouro      | 8º                | 4º                  | Medalha de ouro   |
| 1992 | Copa Chunichi                             | Medalha de ouro   |                   |                      |                   |                     |                   |
| 1993 | Campeonato Mundial de Ginástica Artística |                   |                   | Medalha de prata     | Medalha de ouro   |                     |                   |
| 1993 | Copa Europeia                             | Medalha de bronze |                   | Medalha de ouro      |                   | Medalha de ouro     | Medalha de prata  |
| 1993 | Copa Chunichi                             | Medalha de ouro   |                   |                      |                   |                     |                   |
| 1994 | Campeonato Mundial de Ginástica Artística | Medalha de prata  | Medalha de ouro   | Medalha de bronze    |                   |                     | Medalha de prata  |
| 1994 | Campeonato Europeu                        | 6º                | Medalha de ouro   | Medalha de ouro      | Medalha de bronze |                     | Medalha de prata  |
| 1995 | Campeonato Mundial de Ginástica Artística | Medalha de bronze | Medalha de ouro   |                      |                   |                     |                   |
| 1995 | Copa Chunichi                             | Medalha de ouro   |                   |                      |                   |                     |                   |
| 1996 | Campeonato Mundial de Ginástica Artística |                   |                   |                      |                   |                     | Medalha de bronze |
| 1996 | Campeonato Europeu                        | Medalha de bronze | Medalha de ouro   |                      |                   |                     | Medalha de ouro   |
| 1996 | Jogos Olímpicos                           | Medalha de bronze | Medalha de bronze |                      |                   | 8º                  |                   |